# Estació de Casa de l'Aigua
Casa de l'Aigua és una estació soterrada de la L11 del Metro de Barcelona situada a la vora del carrer Aiguablava al districte de Nou Barris de Barcelona i es va inaugurar el 2003 amb l'obertura de la línia. Deu el seu nom al proper edifici Casa de l'Aigua, una antiga estació depuradora d'aigües que ha estat recuperada com a equipament municipal.
Com a peculiaritat, com la L11 es tracta d'un metro lleuger l'estació només disposa d'una andana i una via, a més està situada al final de les cotxeres de Trinitat Nova i des d'aquesta es poden veure les vies d'estacionament de trens.
| Metro de Barcelona     |               |                                               |                       |                        |
| Procedència/Destinació | <             | Línia                                         | >                     | Procedència/Destinació |
| Trinitat Nova          | Trinitat Nova | Logotip de la Línia 11 del metro de Barcelona | Torre Baró - Vallbona | Can Cuiàs              |

## Accessos
- Carrer Aiguablava